# Hét
Hét é um município da Hungria, situado no condado de Borsod-Abaúj-Zemplén. Tem 3,71 km² de área e sua população em 2015 foi estimada em 476 habitantes.